# Suedbrause

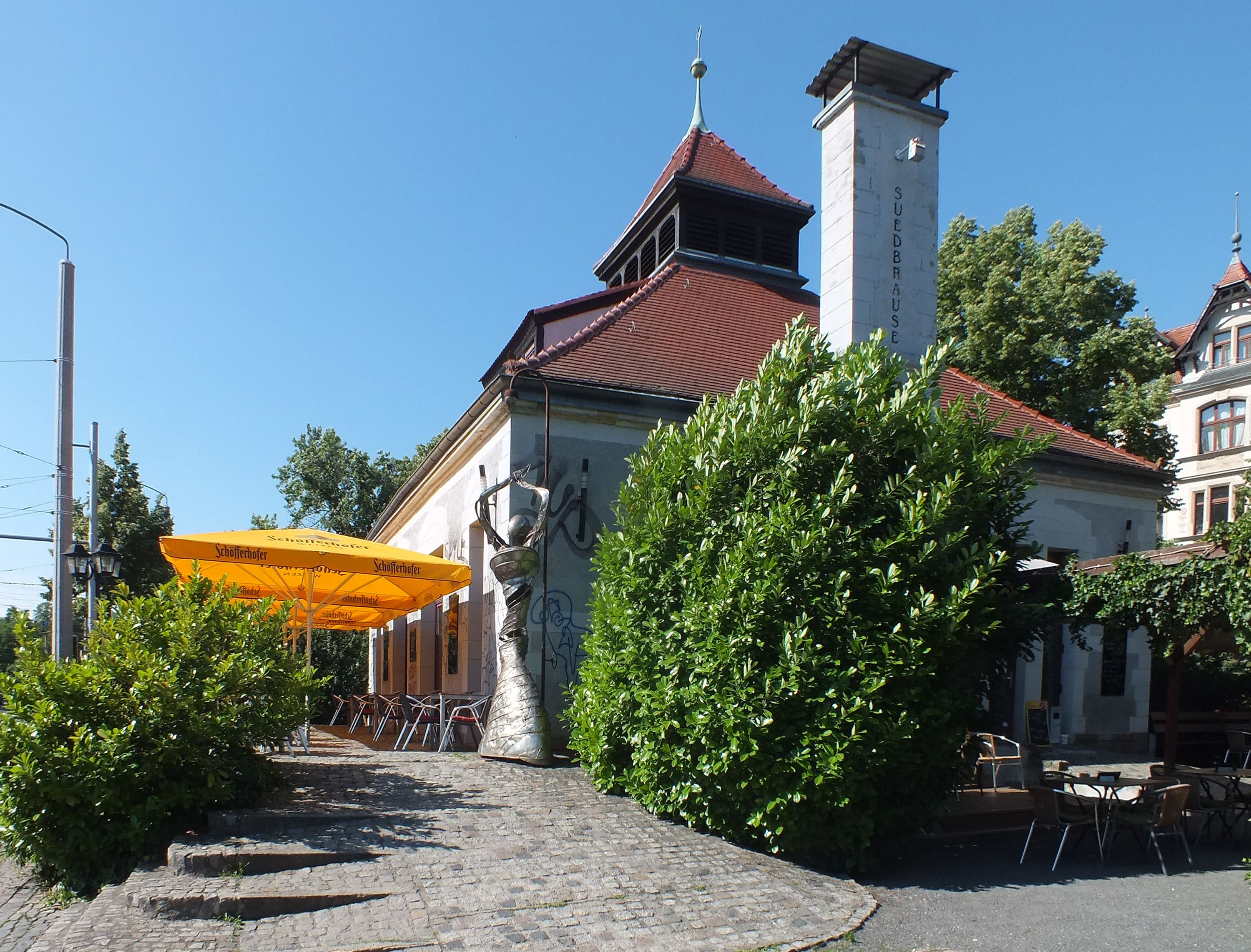
Südbrause mit ihren Freisitzflächen (2019)

Die Suedbrause in Leipzig-Connewitz ist eine gastronomische Einrichtung mit der seit Oktober 2021 neuen Bezeichnung Suedbrause – bei Freunden (zuvor Südbrause), die aus einem ehemaligen Volksbrausebad entstanden ist. Damit nimmt der Name Bezug auf die Lage in der Stadt und die Vorgeschichte. Das Gebäude steht unter Denkmalschutz.

## Lage und Gestalt
Die Suedbrause steht leicht erhöht auf der keilförmigen Freifläche, die die Kochstraße bei ihrer Einmündung am Connewitzer Kreuz in die Karl-Liebknecht-Straße bildet. Die Wiesenfläche (Schmuckplatz) ist teilweise von Buschwerk bestanden und nach den Straßenseiten von Linden eingerahmt, von denen einige von 1903 stammen.

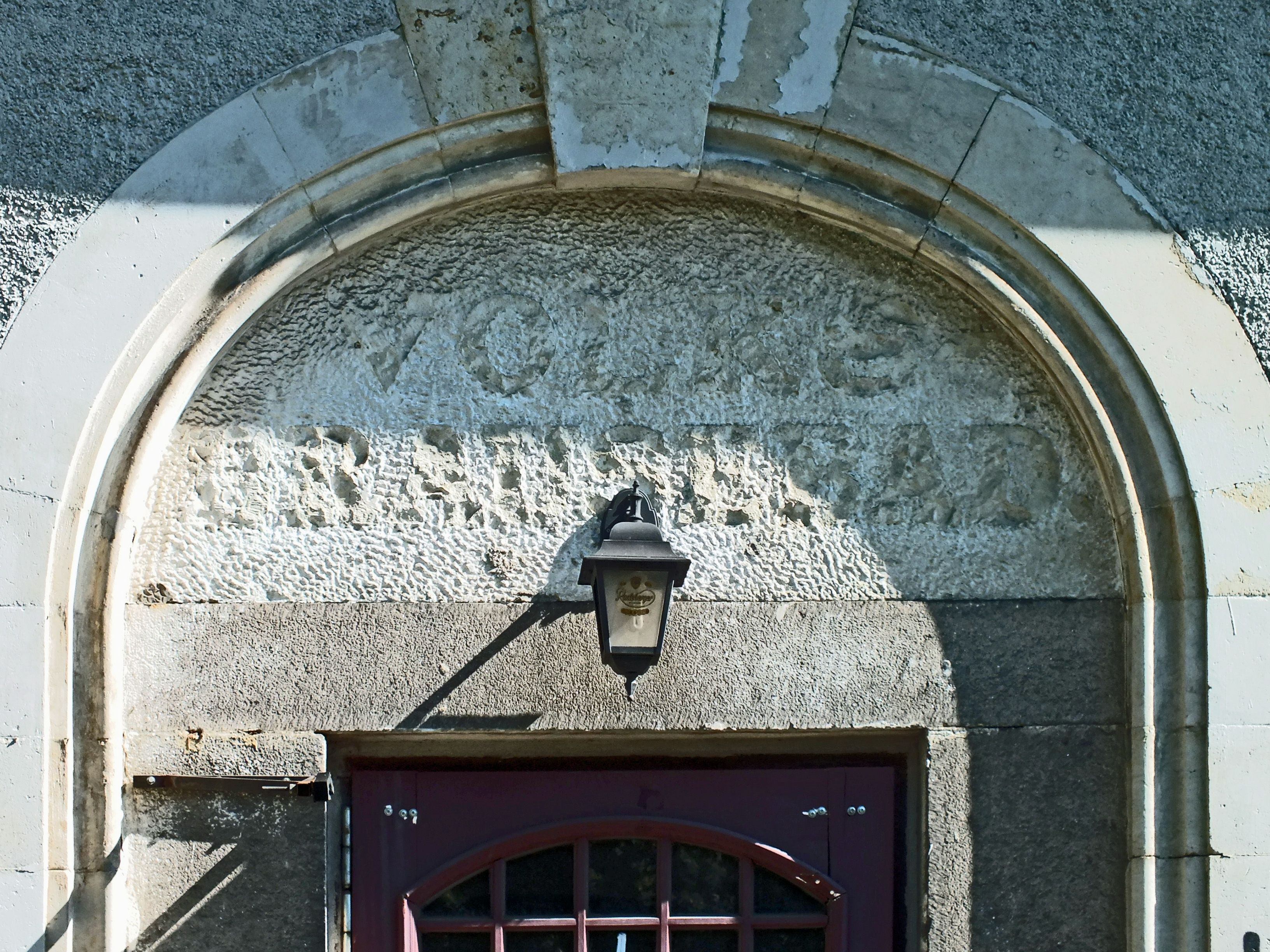
Alter Schriftzug
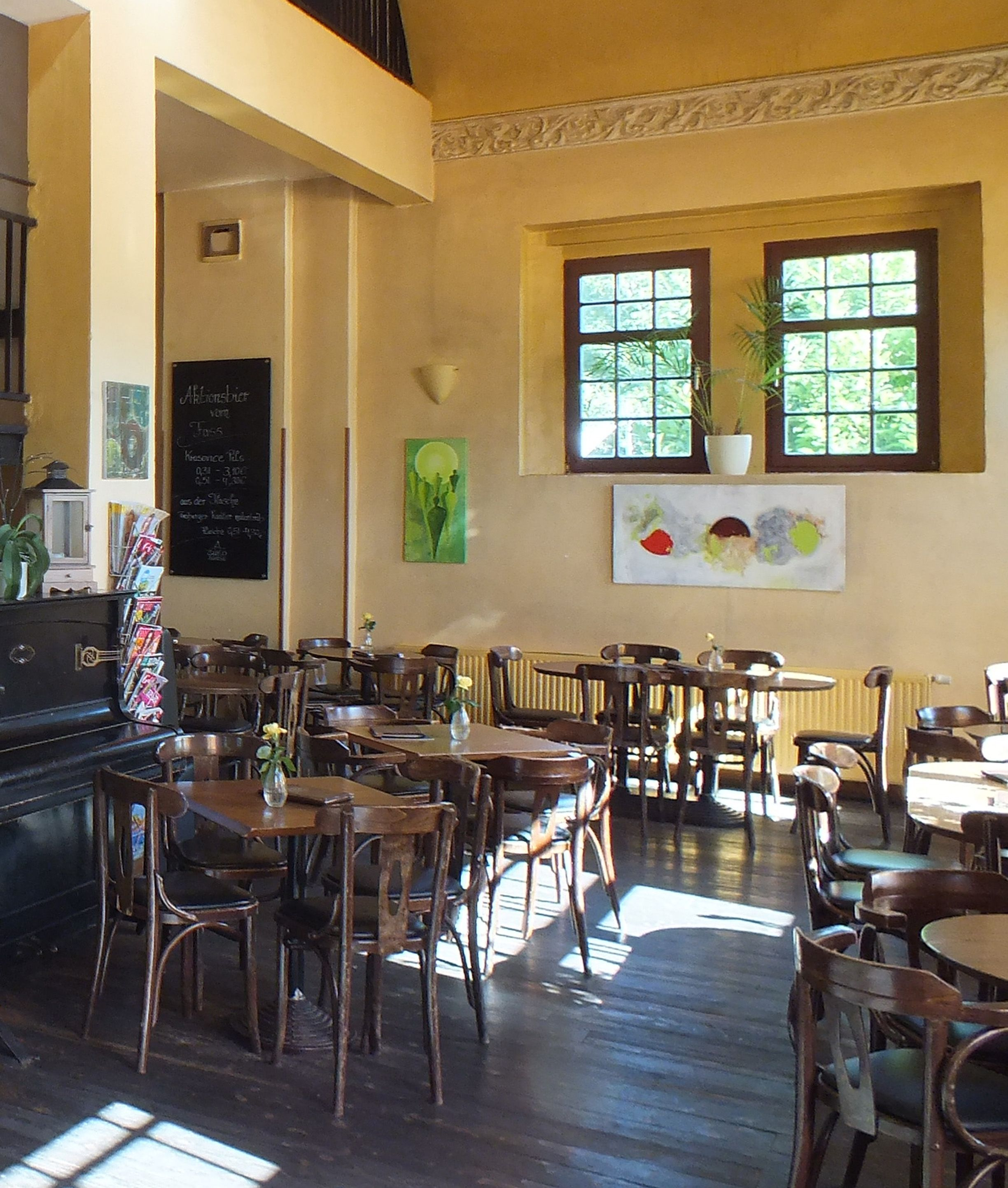
Im Gastraum (2019)
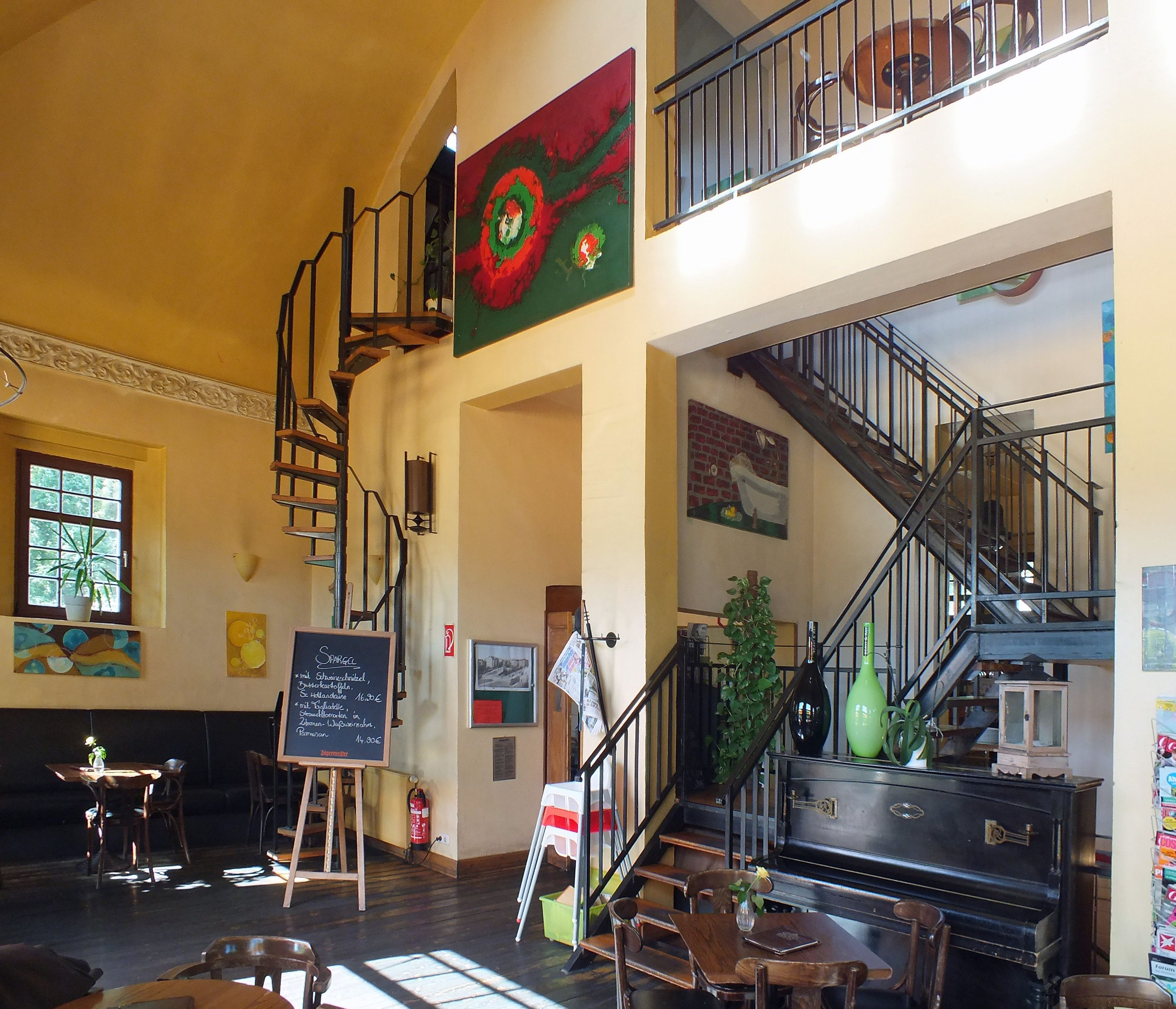
Aufgang (2019)

Das eingeschossige Gebäude hat eine nahezu quadratische Grundfläche von 13,5 × 14,5 Metern. Es ist grau verputzt und hat Zugänge auf der Ost- und der Nordseite. Der nicht mehr genutzte historische Zugang an der Südseite ist mit Sandstein eingefasst und lässt noch schwach die ehemalige Beschriftung Volksbrausebad erkennen. An der Nordostecke des Gebäudes steht eine stilisierte Frauengestalt aus Metall in tänzerischer Haltung mit der gaststätteninternen Bezeichnung Lola. Das Walmdach trägt nach drei Seiten Schleppgauben und wird gekrönt von einem Türmchen mit Lüftungsschlitzen.
Der Gastraum erstreckt sich über zwei Ebenen mit gemütlichen Sitzecken unter der Dachschräge. An der Ost- und der Nordseite betreibt die Gaststätte Freisitzflächen.

## Geschichte
Im letzten Drittel des 19. Jahrhunderts etablierten sich in Deutschland die öffentlichen Volksbäder, die vor allem den ärmeren Bevölkerungsschichten die Möglichkeit zu regelmäßiger Körperpflege bieten sollten. Eine besondere Form waren die Volksbrausebäder – von Brausen, der älteren Bezeichnung von Duschen. Diese Einrichtungen besaßen „keinerlei Badegefäße und somit keine Gelegenheit zur Ablagerung von Unreinlichkeiten und Ansteckungsträgern“, waren also reine Duschbäder.

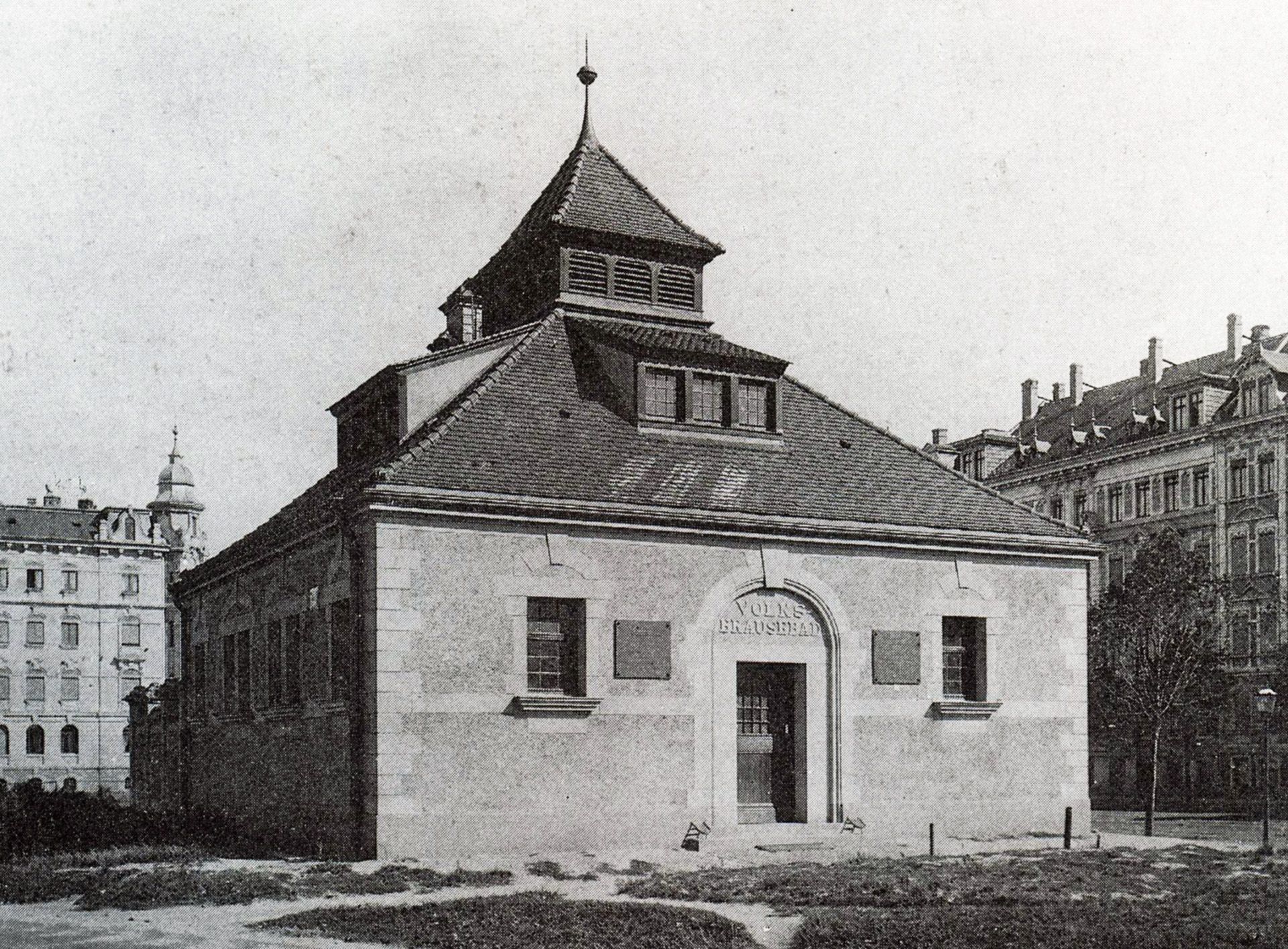
Das Volksbrausebad um 1900
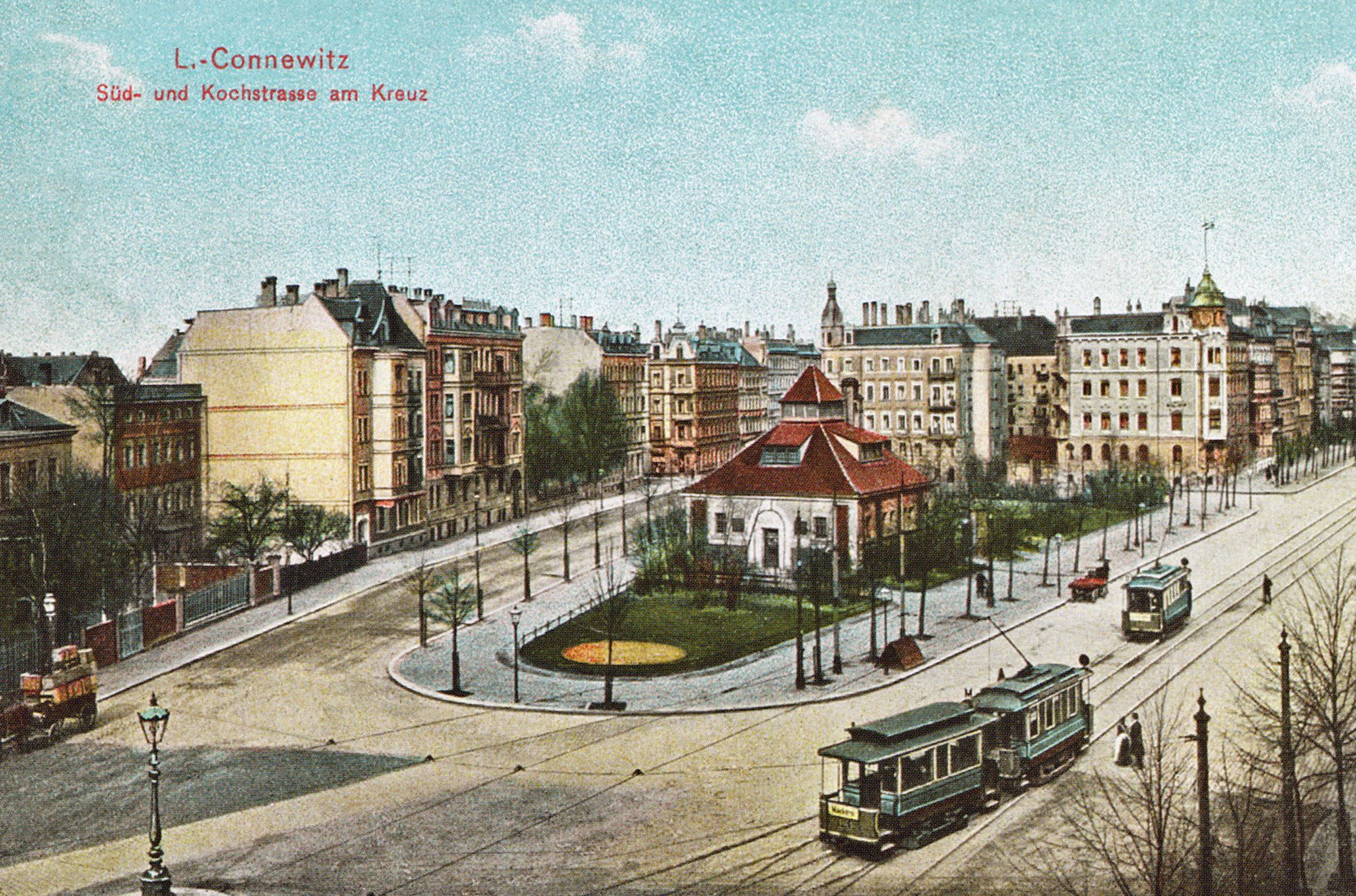
… und seine Umgebung

In Leipzig wurden im letzten Jahrzehnt des 19. Jahrhunderts vier Volksbrausebäder errichtet: am Täubchenweg gegenüber dem Rabensteinplatz, in der Asterstraße (heute Balzacstraße), in Lindenau am Karl-Heine-Platz und schließlich 1898 jenes am Connewitzer Kreuz mit der Bezeichnung Städtisches Volksbrausebad II Leipzig.
Mit zunehmender Verbesserung der hygienischen Verhältnisse im Wohnungsbau des 20. Jahrhunderts verloren die öffentlichen Bäder an Bedeutung. Das Lindenauer Brausebad wurde während der DDR-Zeit als Lokal für die Nationale Front der DDR genutzt und wird jetzt, baulich verändert, als Gaya Dance Club Lounge betrieben.
Lediglich das Connewitzer blieb baulich zunächst unverändert. Nach langem Leerstand nutzten es die Leipziger Verkehrsbetriebe von 1996 bis 2000 als Endstellenhaus für die Leipziger Straßenbahn mit Fahrkartenverkauf. Im Jahr 2000 wurde das Gebäude saniert und im Inneren zur Suedbrause umgestaltet.